# Daphnellopsis
Daphnellopsis is een geslacht van weekdieren uit de klasse van de Gastropoda (slakken).

## Soorten
- Daphnellopsis fimbriata (Hinds, 1843)
- Daphnellopsis hypselos Houart, 1995
- Daphnellopsis lamellosa Schepman, 1913
- Daphnellopsis lochi Houart, 2013
- Daphnellopsis lozoueti Houart, 2013 †
- Daphnellopsis pinedai Houart, 2013 †